# Elezioni regionali in Francia del 2015

Risultati del primo turno delle regionali. In blu la destra, pesca la sinistra, in grigio l'estrema destra, e rosa le liste autonomiste

Le regioni conquistate al secondo turno

Le elezioni regionali in Francia del 2015 si sono tenute il 6 dicembre (primo turno). Il ballottaggio si è svolto il 13 dicembre.
Sono state chiamate al voto le 13 regioni della Francia metropolitana e le 4 Regioni d'oltremare. Rispetto alle precedenti elezioni regionali del 2010, il numero di regioni è passato da 22 a 13, a seguito delle fusioni territoriali disposte dalla legge nº 2015-29 del 16 gennaio 2015.

## Riepiloghi

### Riepilogo nazionale

#### Primo turno
| Liste                                        | Voti       | %     |
| -------------------------------------------- | ---------- | ----- |
| Fronte Nazionale                             | 6.018.914  | 27,73 |
| Unione della Destra                          | 5.785.224  | 26,65 |
| Unione della Sinistra                        | 5.019.795  | 23,12 |
| Europa Ecologia I Verdi                      | 832.487    | 3,83  |
| Debout la France                             | 827.211    | 3,81  |
| Europa Ecologia I Verdi - Fronte di Sinistra | 607.758    | 2,80  |
| Fronte di Sinistra                           | 543.935    | 2,51  |
| Indipendenti di Sinistra                     | 401.519    | 1,85  |
| Partito Comunista Francese                   | 337.410    | 1,55  |
| Estrema Sinistra                             | 334.116    | 1,54  |
| Regionalisti                                 | 273.391    | 1,26  |
| Indipendenti                                 | 226.264    | 1,04  |
| Indipendenti di Destra                       | 142.835    | 0,66  |
| Lista Ecologista                             | 127.453    | 0,59  |
| Movimento Democratico                        | 85.452     | 0,39  |
| Partito Socialista                           | 62.070     | 0,29  |
| I Repubblicani                               | 42.340     | 0,20  |
| Estrema Destra                               | 34.061     | 0,16  |
| Partito Radicale di Sinistra                 | 4.227      | 0,02  |
| Unione dei Democratici e Indipendenti        | 1.818      | 0,01  |
| Totale                                       | 21.708.280 |       |

#### Secondo turno
| Liste                    | Voti       | %     | Seggi |
| ------------------------ | ---------- | ----- | ----- |
| Unione della Destra      | 10.127.196 | 40,24 |       |
| Unione della Sinistra    | 7.263.567  | 28,86 |       |
| Fronte Nazionale         | 6.820.147  | 27,10 |       |
| Indipendenti di Sinistra | 746.294    | 2,97  |       |
| Regionalisti             | 136.380    | 0,54  |       |
| Partito Socialista       | 72.721     | 0,29  |       |
| Totale                   | 25.166.305 |       |       |

### Riepilogo per regione
| Regione                             | §         | Fronte Nazionale        | Fronte Nazionale | Fronte Nazionale | Unione della Destra | Unione della Destra | Unione della Destra | Unione della Sinistra   | Unione della Sinistra | Unione della Sinistra | Totale     |
| Regione                             | §         | Candidati               | Voti             | %                | Candidati           | Voti                | %                   | Candidati               | Voti                  | %                     | Totale     |
| ----------------------------------- | --------- | ----------------------- | ---------------- | ---------------- | ------------------- | ------------------- | ------------------- | ----------------------- | --------------------- | --------------------- | ---------- |
| Alsazia-Champagne-Ardenne-Lorena    | 1°        | Florian Philippot       | 641.234          | 36,07            | Philippe Richert    | 459.212             | 25,83               | Jean-Pierre Masseret    | 286.390               | 16,11                 | 1.777.643  |
| Alsazia-Champagne-Ardenne-Lorena    | 2°        | Florian Philippot       | 790.179          | 36,08            | Philippe Richert    | 1.060.065           | 48,40               | Jean-Pierre Masseret    | 339.757               | 15,51                 | 2.190.001  |
| Aquitania-Limosino-Poitou-Charentes | 1°        | Jacques Colombier       | 480.621          | 23,23            | Virginie Calmels    | 562.500             | 27,19               | Alain Rousset           | 628.667               | 30,39                 | 2.068.761  |
| Aquitania-Limosino-Poitou-Charentes | 2°        | Jacques Colombier       | 507.770          | 21,67            | Virginie Calmels    | 798.142             | 34,06               | Alain Rousset           | 1.037.330             | 44,27                 | 2.343.242  |
| Alvernia-Rodano-Alpi                | 1°        | Christophe Boudot       | 639.923          | 25,52            | Laurent Wauquiez    | 795.661             | 31,73               | Jean-Jack Queyranne     | 600.112               | 23,93                 | 2.507.815  |
| Alvernia-Rodano-Alpi                | 2°        | Christophe Boudot       | 667.084          | 22,55            | Laurent Wauquiez    | 1.201.528           | 40,61               | Jean-Jack Queyranne     | 1.089.791             | 36,84                 | 2.958.403  |
| Borgogna-Franca Contea              | 1°        | Sophie Montel           | 303.143          | 31,48            | François Sauvadet   | 231.069             | 24,00               | Marie-Guite Dufay       | 221.376               | 22,99                 | 962.968    |
| Borgogna-Franca Contea              | 2°        | Sophie Montel           | 376.902          | 32,44            | François Sauvadet   | 382.177             | 32,89               | Marie-Guite Dufay       | 402.941               | 34,68                 | 1.162.020  |
| Bretagna                            | 1°        | Gilles Pennelle         | 218.474          | 18,17            | Marc Le Fur         | 282.006             | 23,46               | Jean-Yves Le Drian      | 419.846               | 34,92                 | 1.202.276  |
| Bretagna                            | 2°        | Gilles Pennelle         | 246.177          | 18,87            | Marc Le Fur         | 387.836             | 29,72               | Jean-Yves Le Drian      | 670.754               | 51,41                 | 1.304.767  |
| Centro-Valle della Loira            | 1°        | Philippe Loiseau        | 262.156          | 30,48            | Philippe Vigier     | 225.777             | 26,25               | François Bonneau        | 209.024               | 24,31                 | 859.957    |
| Centro-Valle della Loira            | 2°        | Philippe Loiseau        | 308.422          | 30,00            | Philippe Vigier     | 355.475             | 34,58               | François Bonneau        | 364.211               | 35,43                 | 1.028.108  |
| Corsica                             | 1°        | Christophe Canioni      | 14.176           | 10,58            | José Rossi          | 17.642              | 13,17               | Emmanuelle De Gentili   | 4.353                 | 3,25                  | 133.989    |
| Corsica                             | 2°        | Christophe Canioni      | 13.599           | 9,09             | José Rossi          | 40.480              | 27,07               | Emmanuelle De Gentili   | -                     | -                     | 149.525    |
| Île-de-France                       | 1°        | Wallerand De Saint Just | 580.499          | 18,41            | Valérie Pécresse    | 962.119             | 30,51               | Claude Bartolone        | 794.322               | 25,19                 | 3.153.293  |
| Île-de-France                       | 2°        | Wallerand De Saint Just | 521.383          | 14,02            | Valérie Pécresse    | 1.629.249           | 43,80               | Claude Bartolone        | 1.569.093             | 42,18                 | 3.719.725  |
| Linguadoca-Rossiglione-Midi-Pirenei | 1°        | Louis Aliot             | 653.573          | 31,83            | Dominique Reynié    | 386.987             | 18,84               | Carole Delga            | 501.322               | 24,41                 | 2.053.576  |
| Linguadoca-Rossiglione-Midi-Pirenei | 2°        | Louis Aliot             | 826.023          | 33,87            | Dominique Reynié    | 520.011             | 21,32               | Carole Delga            | 1.092.969             | 44,81                 | 2.439.003  |
| Nord-Passo di Calais-Piccardia      | 1°        | Marine Le Pen           | 909.035          | 40,64            | Xavier Bertrand     | 558.420             | 24,97               | Pierre De Saintignon    | 405.199               | 18,12                 | 2.236.792  |
| Nord-Passo di Calais-Piccardia      | 2°        | Marine Le Pen           | 1.015.649        | 42,23            | Xavier Bertrand     | 1.389.316           | 57,77               | Pierre De Saintignon    | -                     | -                     | 2.404.965  |
| Normandia                           | 1°        | Nicolas Bay             | 317.118          | 27,71            | Hervé Morin         | 319.357             | 27,91               | Nicolas Mayer-Rossignol | 269.127               | 23,52                 | 1.144.411  |
| Normandia                           | 2°        | Nicolas Bay             | 374.089          | 27,50            | Hervé Morin         | 495.591             | 36,43               | Nicolas Mayer-Rossignol | 490.840               | 36,08                 | 1.360.520  |
| Paesi della Loira                   | 1°        | Pascal Gannat           | 270.888          | 21,35            | Bruno Retailleau    | 424.951             | 33,49               | Christophe Clergeau     | 326.764               | 25,75                 | 1.268.942  |
| Paesi della Loira                   | 2°        | Pascal Gannat           | 286.723          | 19,74            | Bruno Retailleau    | 620.249             | 42,70               | Christophe Clergeau     | 545.638               | 37,56                 | 1.452.610  |
| Provenza-Alpi-Costa Azzurra         | 1°        | Marion Maréchal-Le Pen  | 719.746          | 40,55            | Christian Estrosi   | 469.884             | 26,47               | Christophe Castaner     | 294.398               | 16,59                 | 1.774.850  |
| Provenza-Alpi-Costa Azzurra         | 2°        | Marion Maréchal-Le Pen  | 886.147          | 45,22            | Christian Estrosi   | 1.073.485           | 54,78               | Christophe Castaner     | -                     | -                     | 1.959.632  |
| Guadalupa                           | 1°        | Stephan Viennet         | 1.973            | 1,40             | Laurent Bernier     | 6.312               | 4,49                | Victorin Lurel          | 57.717                | 41,09                 | 140.454    |
| Guadalupa                           | 2°        | Stephan Viennet         | -                | -                | Laurent Bernier     | -                   | -                   | Victorin Lurel          | 72.721                | 42,48                 | 171.185    |
| Guyana                              | 1°        | -                       | -                | -                | Rémy Louis Budoc    | 1.114               | 3,08                | -                       | -                     | -                     | 36.130     |
| Guyana                              | 2°        | -                       | -                | -                | Rémy Louis Budoc    | -                   | -                   | -                       | -                     | -                     | 38.794     |
| Riunione                            | 1°        | Joseph Grondin          | 6.355            | 2,39             | Didier Robert       | 107.281             | 40,36               | Huguette Bello          | 63.248                | 23,80                 | 265.794    |
| Riunione                            | 2°        | Joseph Grondin          | -                | -                | Didier Robert       | 173.592             | 52,69               | Huguette Bello          | 155.896               | 47,31                 | 329.488    |
| Martinica                           | 1°        | -                       | -                | -                | Yan Monplaisir      | 17.272              | 14,32               | -                       | -                     | -                     | 120.629    |
| Martinica                           | 2°        | -                       | -                | -                | Yan Monplaisir      | -                   | -                   | -                       | -                     | -                     | 154.317    |
|                                     | 1°        | Totale                  | 6.018.914        | 27,73            | Totale              | 5.785.224           | 26,65               | Totale                  | 5.019.795             | 23,12                 | 21.708.280 |
| 2°                                  | 6.820.147 | Totale                  | 27,10            | 10.127.196       | Totale              | 40,24               | 7.263.567           | Totale                  | 28,86                 | 25.166.305            |            |

## Risultati
Francia metropolitana
Alsazia-Champagne-Ardenne-Lorena
| Capilista              | Liste                   | Primo turno | Primo turno | Secondo turno | Secondo turno | Seggi |
| Capilista              | Liste                   | Voti        | %           | Voti          | %             | Seggi |
| ---------------------- | ----------------------- | ----------- | ----------- | ------------- | ------------- | ----- |
| Philippe Richert       | Unione della Destra     | 459.212     | 25,83       | 1.060.059     | 48,40         | 104   |
| Florian Philippot      | Fronte Nazionale        | 641.234     | 36,07       | 790.166       | 36,08         | 46    |
| Jean-Pierre Masseret   | Unione della Sinistra   | 286.390     | 16,11       | 339.756       | 15,51         | 19    |
| Sandrine Bélier        | Europa Ecologia I Verdi | 119.091     | 6,70        |               |               |       |
| Laurent Jacobelli      | Debout la France        | 84.886      | 4,78        |               |               |       |
| Jean-Georges Trouillet | Regionalisti            | 84.147      | 4,73        |               |               |       |
| Patrick Peron          | Fronte di Sinistra      | 57.165      | 3,22        |               |               |       |
| Julien Wostyn          | Estrema Sinistra        | 26.347      | 1,48        |               |               |       |
| David Wentzel          | Indipendenti            | 19.171      | 1,08        |               |               |       |
| Totale                 | Totale                  | 1.777.643   |             | 2.189.981     |               | 169   |

Aquitania-Limosino-Poitou-Charentes
| Capilista           | Liste                    | Primo turno | Primo turno | Secondo turno | Secondo turno | Seggi |
| Capilista           | Liste                    | Voti        | %           | Voti          | %             | Seggi |
| ------------------- | ------------------------ | ----------- | ----------- | ------------- | ------------- | ----- |
| Alain Rousset       | Unione della Sinistra    | 628.667     | 30,39       | 1.037.371     | 44.27         | 107   |
| Virginie Calmels    | Unione della Destra      | 562.500     | 27,19       | 798.138       | 34,06         | 47    |
| Jacques Colombier   | Fronte Nazionale         | 480.621     | 23,23       | 507.789       | 21,67         | 29    |
| Françoise Coutant   | Europa Ecologia I Verdi  | 115.782     | 5,60        |               |               |       |
| Olivier Dartigolles | Fronte di Sinistra       | 100.380     | 4,85        |               |               |       |
| Yvon Setze          | Debout la France         | 69.276      | 3,35        |               |               |       |
| Joseph Boussion     | Indipendenti di Sinistra | 38.315      | 1,85        |               |               |       |
| Guillaume Perchet   | Estrema Sinistra         | 29.206      | 1,41        |               |               |       |
| Nicolas Pereira     | Indipendenti di Sinistra | 24.964      | 1,21        |               |               |       |
| William Douet       | Indipendenti             | 19.050      | 0,92        |               |               |       |
| Totale              | Totale                   | 2.068.761   |             | 2.343.298     |               | 183   |

Alvernia-Rodano-Alpi
| Capilista             | Liste                                        | Primo turno | Primo turno | Secondo turno | Secondo turno | Seggi |
| Capilista             | Liste                                        | Voti        | %           | Voti          | %             | Seggi |
| --------------------- | -------------------------------------------- | ----------- | ----------- | ------------- | ------------- | ----- |
| Laurent Wauquiez      | Unione della Destra                          | 795.661     | 31,73       | 1.201.597     | 40,62         | 113   |
| Jean-Jack Queyranne   | Unione della Sinistra                        | 600.112     | 23,93       | 1.089.756     | 36,84         | 57    |
| Christophe Boudot     | Fronte Nazionale                             | 639.923     | 25,52       | 667.102       | 22,55         | 34    |
| Jean-Charles Kohlhaas | Europa Ecologia I Verdi - Fronte di Sinistra | 173.038     | 6,90        |               |               |       |
| Cécile Cukierman      | Partito Comunista Francese                   | 135.274     | 5,39        |               |               |       |
| Gerbert Rambaud       | Debout la France                             | 71.538      | 2,85        |               |               |       |
| Eric Lafond           | Indipendenti di Destra                       | 39.187      | 1,56        |               |               |       |
| Chantal Gomez         | Estrema Sinistra                             | 31.359      | 1,25        |               |               |       |
| Alain Fédèle          | Indipendenti                                 | 21.723      | 0,87        |               |               |       |
| Totale                | Totale                                       | 2.507.815   |             | 2.958.455     |               | 184   |

Borgogna-Franca Contea
| Capilista             | Liste                   | Primo turno | Primo turno | Secondo turno | Secondo turno | Seggi |
| Capilista             | Liste                   | Voti        | %           | Voti          | %             | Seggi |
| --------------------- | ----------------------- | ----------- | ----------- | ------------- | ------------- | ----- |
| Marie-Guite Dufay     | Unione della Sinistra   | 221.376     | 22,99       | 402.916       | 34,67         | 51    |
| François Sauvadet     | Unione della Destra     | 231.069     | 24,00       | 382.216       | 32,89         | 25    |
| Sophie Montel         | Fronte Nazionale        | 303.143     | 31,48       | 376.913       | 32,44         | 24    |
| Maxime Thiébaut       | Debout la France        | 49.802      | 5,17        |               |               |       |
| Nathalie Vermorel     | Fronte di Sinistra      | 44.471      | 4,62        |               |               |       |
| Cécile Prudho         | Europa Ecologia I Verdi | 37.707      | 3,92        |               |               |       |
| Christophe Grudler    | Movimento Democratico   | 31.431      | 3,26        |               |               |       |
| Julien Gonzalez       | Ecologisti              | 20.616      | 2,14        |               |               |       |
| Claire Rocher         | Estrema Sinistra        | 14.518      | 1,51        |               |               |       |
| Charles-Henri Gallois | Indipendenti            | 8.835       | 0,92        |               |               |       |
| Totale                | Totale                  | 962.968     |             | 1.162.045     |               | 100   |

Bretagna
| Capilista               | Liste                   | Primo turno | Primo turno | Secondo turno | Secondo turno | Seggi |
| Capilista               | Liste                   | Voti        | %           | Voti          | %             | Seggi |
| ----------------------- | ----------------------- | ----------- | ----------- | ------------- | ------------- | ----- |
| Jean-Yves Le Drian      | Unione della Sinistra   | 419.846     | 34,92       | 670.811       | 51,41         | 53    |
| Marc Le Fur             | Unione della Destra     | 282.006     | 23,46       | 387.837       | 29,72         | 18    |
| Gilles Pennelle         | Fronte Nazionale        | 218.474     | 18,17       | 246.177       | 18,87         | 12    |
| Christian Troadec       | Regionalisti            | 80.727      | 6,71        |               |               |       |
| René Louail             | Europa Ecologia I Verdi | 80.516      | 6,70        |               |               |       |
| Xavier Compain          | Fronte di Sinistra      | 44.938      | 3,74        |               |               |       |
| Jean-Jacques Foucher    | Debout la France        | 34.926      | 2,90        |               |               |       |
| Valérie Hamon           | Estrema Sinistra        | 16.445      | 1,37        |               |               |       |
| Jean-François Gourvenec | Indipendenti            | 10.412      | 0,87        |               |               |       |
| Gael Roblin             | Estrema Sinistra        | 7.465       | 0,62        |               |               |       |
| Bertrand Deléon         | Regionalisti            | 6.521       | 0,54        |               |               |       |
| Totale                  | Totale                  | 1.202.276   |             | 1.304.825     |               | 83    |

Centro-Valle della Loira
| Capilista        | Liste                      | Primo turno | Primo turno | Secondo turno | Secondo turno | Seggi |
| Capilista        | Liste                      | Voti        | %           | Voti          | %             | Seggi |
| ---------------- | -------------------------- | ----------- | ----------- | ------------- | ------------- | ----- |
| François Bonneau | Unione della Sinistra      | 209.024     | 24,31       | 364.217       | 35,42         | 40    |
| Philippe Vigier  | Unione della Destra        | 225.777     | 26,25       | 355.626       | 34,58         | 20    |
| Philippe Loiseau | Fronte Nazionale           | 262.156     | 30,48       | 308.432       | 30,00         | 17    |
| Charles Fournier | Europa Ecologia I Verdi    | 56.754      | 6,60        |               |               |       |
| Nicolas Sansu    | Partito Comunista Francese | 39.453      | 4,59        |               |               |       |
| Alix Penloup     | Debout la France           | 39.422      | 4,58        |               |               |       |
| Farida Megdoud   | Estrema Sinistra           | 14.612      | 1,70        |               |               |       |
| Thierry Fouquiau | Indipendenti               | 12.759      | 1,48        |               |               |       |
| Totale           | Totale                     | 859.957     |             | 1.028.275     |               | 77    |

Corsica
| Capilista              | Liste                          | Primo turno | Primo turno | Secondo turno | Secondo turno | Seggi |
| Capilista              | Liste                          | Voti        | %           | Voti          | %             | Seggi |
| ---------------------- | ------------------------------ | ----------- | ----------- | ------------- | ------------- | ----- |
| Gilles Simeoni         | Regionalisti (Autonomisti)     | 23.603      | 17,62       | 52.840        | 35,34         | 24    |
| Paul Giacobbi          | Indipendenti di Sinistra       | 24.686      | 18,42       | 42.607        | 28,49         | 12    |
| José Rossi             | I Repubblicani                 | 17.642      | 13,17       | 40.480        | 27,07         | 11    |
| Christophe Canioni     | Fronte Nazionale               | 14.176      | 10,58       | 13.599        | 9,09          | 4     |
| Camille De Rocca Serra | Indipendenti di Destra         | 17.018      | 12,70       |               |               |       |
| Jean-Guy Talamoni      | Regionalisti (Indipendentisti) | 10.353      | 7,73        |               |               |       |
| Dominique Bucchini     | Fronte di Sinistra             | 7.448       | 5,56        |               |               |       |
| Jean-Charles Orsucci   | Indipendenti di Sinistra       | 5.532       | 4,13        |               |               |       |
| Emmanuelle De Gentili  | Partito Socialista             | 4.353       | 3,25        |               |               |       |
| Jean Zuccarelli        | Partito Radicale di Sinistra   | 4.227       | 3,15        |               |               |       |
| Paul-Félix Benedetti   | Regionalisti                   | 3.451       | 2,58        |               |               |       |
| Hyacinthe Santoni      | Debout la France               | 1.500       | 1,12        |               |               |       |
| Totale                 | Totale                         | 133.989     |             | 149.526       |               | 51    |

Île-de-France
| Capilista               | Liste                   | Primo turno | Primo turno | Secondo turno | Secondo turno | Seggi |
| Capilista               | Liste                   | Voti        | %           | Voti          | %             | Seggi |
| ----------------------- | ----------------------- | ----------- | ----------- | ------------- | ------------- | ----- |
| Valérie Pécresse        | Unione della Destra     | 962.119     | 30,51       | 1.629.410     | 43,80         | 121   |
| Claude Bartolone        | Unione della Sinistra   | 794.322     | 25,19       | 1.569.262     | 42,18         | 66    |
| Wallerand De Saint Just | Fronte Nazionale        | 580.499     | 18,41       | 521.493       | 14,02         | 22    |
| Emmanuelle Cosse        | Europa Ecologia I Verdi | 253.153     | 8,03        |               |               |       |
| Pierre Laurent          | Fronte di Sinistra      | 208.943     | 6,63        |               |               |       |
| Nicolas Dupont-Aignan   | Debout la France        | 207.280     | 6,57        |               |               |       |
| Nathalie Arthaud        | Estrema Sinistra        | 44.182      | 1,40        |               |               |       |
| François Asselineau     | Indipendenti            | 29.755      | 0,94        |               |               |       |
| Aurelien Veron          | Indipendenti di Destra  | 23.888      | 0,76        |               |               |       |
| Valérie Sachs           | Indipendenti di Destra  | 19.981      | 0,63        |               |               |       |
| Nizarr Bourchada        | Indipendenti            | 12.528      | 0,40        |               |               |       |
| Sylvain De Smet         | Indipendenti            | 9.547       | 0,30        |               |               |       |
| Dawari Horsfall         | Indipendenti            | 7.096       | 0,23        |               |               |       |
| Totale                  | Totale                  | 3.153.293   |             | 3.720.165     |               | 209   |

Linguadoca-Rossiglione-Midi-Pirenei
| Capilista            | Liste                                        | Primo turno | Primo turno | Secondo turno | Secondo turno | Seggi |
| Capilista            | Liste                                        | Voti        | %           | Voti          | %             | Seggi |
| -------------------- | -------------------------------------------- | ----------- | ----------- | ------------- | ------------- | ----- |
| Carole Delga         | Unione della Sinistra                        | 501.322     | 24,41       | 1.093.091     | 44,81         | 93    |
| Louis Aliot          | Fronte Nazionale                             | 653.573     | 31,83       | 826.114       | 33,87         | 40    |
| Dominique Reynié     | Unione della Destra                          | 386.987     | 18,84       | 520.028       | 21,32         | 25    |
| Gérard Onesta        | Europa Ecologia I Verdi - Fronte di Sinistra | 210.602     | 10,26       |               |               |       |
| Philippe Saurel      | Indipendenti di Sinistra                     | 102.728     | 5,00        |               |               |       |
| Damien Lempereur     | Debout la France                             | 80.380      | 3,91        |               |               |       |
| Sandra Torremocha    | Estrema Sinistra                             | 37.182      | 1,81        |               |               |       |
| Christophe Cavard    | Ecologisti                                   | 34.936      | 1,70        |               |               |       |
| Gilles Fabre         | Indipendenti di Sinistra                     | 17.093      | 0,83        |               |               |       |
| Yvan Hirimiris       | Indipendenti                                 | 14.601      | 0,71        |               |               |       |
| Jean-Claude Martinez | Estrema Destra                               | 14.172      | 0,69        |               |               |       |
| Totale               | Totale                                       | 2.053.576   |             | 2.439.233     |               | 158   |

Nord-Passo di Calais-Piccardia
| Capilista            | Liste                                        | Primo turno | Primo turno | Secondo turno | Secondo turno | Seggi |
| Capilista            | Liste                                        | Voti        | %           | Voti          | %             | Seggi |
| -------------------- | -------------------------------------------- | ----------- | ----------- | ------------- | ------------- | ----- |
| Xavier Bertrand      | Unione della Destra                          | 558.420     | 24,97       | 1.389.340     | 57,77         | 116   |
| Marine Le Pen        | Fronte Nazionale                             | 909.035     | 40,64       | 1.015.662     | 42,23         | 54    |
| Pierre De Saintignon | Unione della Sinistra                        | 405.199     | 18,12       |               |               |       |
| Fabien Roussel       | Partito Comunista Francese                   | 119.081     | 5,32        |               |               |       |
| Sandrine Rousseau    | Europa Ecologia I Verdi - Fronte di Sinistra | 107.993     | 4,83        |               |               |       |
| Jean-Philippe Tanguy | Debout la France                             | 53.359      | 2,39        |               |               |       |
| Eric Pecqueur        | Estrema Sinistra                             | 39.041      | 1,75        |               |               |       |
| Sylvain Blondel      | Indipendenti di Destra                       | 30.319      | 1,36        |               |               |       |
| Eric Mascaro         | Indipendenti                                 | 14.345      | 0,64        |               |               |       |
| Totale               | Totale                                       | 2.236.792   |             | 2.405.002     |               | 170   |

Normandia
| Capilista               | Liste                    | Primo turno | Primo turno | Secondo turno | Secondo turno | Seggi |
| Capilista               | Liste                    | Voti        | %           | Voti          | %             | Seggi |
| ----------------------- | ------------------------ | ----------- | ----------- | ------------- | ------------- | ----- |
| Hervé Morin             | Unione della Destra      | 319.357     | 27,91       | 495.556       | 36,42         | 54    |
| Nicolas Mayer-Rossignol | Unione della Sinistra    | 269.127     | 23,52       | 490.847       | 36,08         | 27    |
| Nicolas Bay             | Fronte Nazionale         | 317.118     | 27,71       | 374.142       | 27,50         | 21    |
| Sébastien Jumel         | Fronte di Sinistra       | 80.590      | 7,04        |               |               |       |
| Yanic Soubien           | Europa Ecologia I Verdi  | 70.231      | 6,14        |               |               |       |
| Nicolas Calbrix         | Debout la France         | 47.391      | 4,14        |               |               |       |
| Pascal Le Manach        | Estrema Sinistra         | 20.975      | 1,83        |               |               |       |
| Jean-Christophe Loutre  | Indipendenti             | 10.641      | 0,93        |               |               |       |
| Alexandra Lecoeur       | Indipendenti di Sinistra | 8.981       | 0,78        |               |               |       |
| Totale                  | Totale                   | 1.144.411   |             | 1.360.545     |               | 102   |

Paesi della Loira
| Capilista             | Liste                      | Primo turno | Primo turno | Secondo turno | Secondo turno | Seggi |
| Capilista             | Liste                      | Voti        | %           | Voti          | %             | Seggi |
| --------------------- | -------------------------- | ----------- | ----------- | ------------- | ------------- | ----- |
| Bruno Retailleau      | Unione della Destra        | 424.951     | 33,49       | 620.222       | 42,70         | 54    |
| Christophe Clergeau   | Unione della Sinistra      | 326.764     | 25,75       | 545.594       | 37,56         | 26    |
| Pascal Gannat         | Fronte Nazionale           | 270.888     | 21,35       | 286.711       | 19,74         | 13    |
| Sophie Bringuy        | Europa Ecologia I Verdi    | 99.253      | 7,82        |               |               |       |
| Cécile Bayle De Jessé | Debout la France           | 51.873      | 4,09        |               |               |       |
| Alain Pagano          | Partito Comunista Francese | 42.305      | 3,33        |               |               |       |
| Eddy Le Beller        | Estrema Sinistra           | 18.626      | 1,47        |               |               |       |
| Gilles Denigot        | Regionalisti               | 16.096      | 1,27        |               |               |       |
| Alain Parisot         | Indipendenti               | 16.022      | 1,26        |               |               |       |
| Olivier Terrien       | Estrema Sinistra           | 2.164       | 0,17        |               |               |       |
| Totale                | Totale                     | 1.268.942   |             | 1.452.527     |               | 93    |

Provenza-Alpi-Costa Azzurra
| Capilista              | Liste                                        | Primo turno | Primo turno | Secondo turno | Secondo turno | Seggi |
| Capilista              | Liste                                        | Voti        | %           | Voti          | %             | Seggi |
| ---------------------- | -------------------------------------------- | ----------- | ----------- | ------------- | ------------- | ----- |
| Christian Estrosi      | Unione della Destra                          | 469.884     | 26,47       | 1.073.516     | 54,78         | 81    |
| Marion Maréchal-Le Pen | Fronte Nazionale                             | 719.746     | 40,55       | 886.177       | 45,22         | 42    |
| Christophe Castaner    | Unione della Sinistra                        | 294.398     | 16,59       |               |               |       |
| Sophie Camard          | Europa Ecologia I Verdi - Fronte di Sinistra | 116.125     | 6,54        |               |               |       |
| Jean Marc Governatori  | Ecologisti                                   | 71.901      | 4,05        |               |               |       |
| Noël Chuisano          | Debout la France                             | 34.600      | 1,95        |               |               |       |
| Isabelle Bonnet        | Estrema Sinistra                             | 26.279      | 1,48        |               |               |       |
| Jacques Bompard        | Estrema Destra                               | 19.889      | 1,12        |               |               |       |
| Cyril Jarny            | Indipendenti di Sinistra                     | 11.276      | 0,64        |               |               |       |
| Daniel Romani          | Indipendenti                                 | 10.752      | 0,61        |               |               |       |
| Totale                 | Totale                                       | 1.774.850   |             | 1.959.693     |               | 123   |

Francia d'oltremare
Guadalupa
| Capilista            | Liste                      | Primo turno | Primo turno | Secondo turno | Secondo turno | Seggi |
| Capilista            | Liste                      | Voti        | %           | Voti          | %             | Seggi |
| -------------------- | -------------------------- | ----------- | ----------- | ------------- | ------------- | ----- |
| Ary Chalus           | Indipendenti di Sinistra   | 61.173      | 43,55       | 98.466        | 57,49         | 28    |
| Victorin Lurel       | Partito Socialista         | 57.717      | 41,09       | 72.811        | 42,51         | 13    |
| Laurent Bernier      | I Repubblicani             | 6.312       | 4,49        |               |               |       |
| Mélina Seymour       | Indipendenti di Destra     | 4.470       | 3,18        |               |               |       |
| Alain Plaisir        | Indipendenti di Sinistra   | 2.603       | 1,85        |               |               |       |
| Henri Yoyotte        | Indipendenti di Destra     | 2.220       | 1,58        |               |               |       |
| Jean-Marie Nomertin  | Estrema Sinistra           | 1.992       | 1,42        |               |               |       |
| Stephan Viennet      | Fronte Nazionale           | 1.973       | 1,40        |               |               |       |
| Mona Cadoce          | Partito Comunista Francese | 1.297       | 0,92        |               |               |       |
| Marie-Christine Myre | Regionalisti               | 697         | 0,50        |               |               |       |
| Totale               | Totale                     | 140.454     |             | 171.277       |               | 41    |

Guyana francese
| Capilista           | Liste                    | Primo turno | Primo turno | Secondo turno | Secondo turno | Seggi |
| Capilista           | Liste                    | Voti        | %           | Voti          | %             | Seggi |
| ------------------- | ------------------------ | ----------- | ----------- | ------------- | ------------- | ----- |
| Rodolphe Alexandre  | Indipendenti di Sinistra | 15.298      | 42,34       | 21.296        | 54,62         | 35    |
| Alain Tien-Liong    | Indipendenti di Sinistra | 10.926      | 30,24       | 17.695        | 45,38         | 16    |
| Chantal Berthelot   | Indipendenti di Sinistra | 3.067       | 8,49        |               |               |       |
| Line Létard         | Indipendenti di Sinistra | 2.565       | 7,10        |               |               |       |
| Fabien Canavy       | Regionalisti             | 2.064       | 5,71        |               |               |       |
| Rémy Louis Budoc    | I Repubblicani           | 1.114       | 3,08        |               |               |       |
| Muriel Icare Nourel | Indipendenti di Destra   | 573         | 1,59        |               |               |       |
| Jean-Marie Taubira  | Indipendenti di Sinistra | 349         | 0,97        |               |               |       |
| Sylvio Létard       | Regionalisti             | 174         | 0,48        |               |               |       |
| Totale              | Totale                   | 36.130      |             | 38.991        |               | 51    |

La Riunione
| Capilista           | Liste                    | Primo turno | Primo turno | Secondo turno | Secondo turno | Seggi |
| Capilista           | Liste                    | Voti        | %           | Voti          | %             | Seggi |
| ------------------- | ------------------------ | ----------- | ----------- | ------------- | ------------- | ----- |
| Didier Robert       | Unione della Destra      | 107.281     | 40,36       | 173.592       | 52,69         | 29    |
| Huguette Bello      | Unione della Sinistra    | 63.248      | 23,80       | 155.896       | 47,31         | 16    |
| Thierry Robert      | Movimento Democratico    | 54.021      | 20,32       |               |               |       |
| Patrick Lebreton    | Indipendenti di Sinistra | 18.919      | 7,12        |               |               |       |
| Joseph Grondin      | Fronte Nazionale         | 6.355       | 2,39        |               |               |       |
| Jean-Hugues Ratenon | Indipendenti di Sinistra | 4.484       | 1,69        |               |               |       |
| Mathias Payet       | Indipendenti             | 3.895       | 1,47        |               |               |       |
| René-Paul Victoria  | Indipendenti di Destra   | 2.704       | 1,02        |               |               |       |
| Aniel Boyer         | Regionalisti             | 1.382       | 0,52        |               |               |       |
| David Appadoo       | Indipendenti             | 1.264       | 0,48        |               |               |       |
| Jean Yves Payet     | Estrema Sinistra         | 1.263       | 0,48        |               |               |       |
| Jean-Jack Morel     | Debout la France         | 978         | 0,37        |               |               |       |
| Totale              | Totale                   | 265.794     |             | 329.488       |               | 45    |

Martinica
| Capilista                | Liste                                       | Primo turno | Primo turno | Secondo turno | Secondo turno | Seggi |
| Capilista                | Liste                                       | Voti        | %           | Voti          | %             | Seggi |
| ------------------------ | ------------------------------------------- | ----------- | ----------- | ------------- | ------------- | ----- |
| Alfred Marie-Jeanne      | Regionalisti                                | 36.523      | 30,28       | 83.541        | 54,14         | 33    |
| Serge Letchimy           | Indipendenti di Sinistra                    | 47.002      | 38,96       | 70.776        | 45,86         | 18    |
| Yan Monplaisir           | I Repubblicani                              | 17.272      | 14,32       |               |               |       |
| Marcellin Nadeau         | Regionalisti                                | 7.653       | 6,34        |               |               |       |
| Nathalie Jos             | Indipendenti                                | 3.868       | 3,21        |               |               |       |
| Joseph Virassamy         | Indipendenti di Destra                      | 2.475       | 2,05        |               |               |       |
| Ghislaine Joachim-Arnaud | Estrema Sinistra                            | 2.460       | 2,04        |               |               |       |
| Philippe Petit           | Unione dei Democratici e degli Indipendenti | 1.818       | 1,51        |               |               |       |
| Daniel Gromat            | Indipendenti di Sinistra                    | 1.558       | 1,29        |               |               |       |
| Totale                   | Totale                                      | 120.629     |             | 154.317       |               | 51    |